# Isotima andamanensis
Isotima andamanensis là một loài tò vò trong họ Ichneumonidae.